# Прва влада Јована Авакумовића
Прва влада Јована Авакумовића је била влада Краљевине Србије од 9. августа 1892. до 1. априла 1893. (по старом календару). Када намесништво обара радикалску владу, Авакумовић 9. августа 1892. године постаје председник владе и министар иностраних дела. У влади доминира млађе крило либерала. Све акције владе усмерене су на парламентарне изборе заказане за 25. фебруар 1893. године. После жестоке борбе, у којој је влада користила сумњиве методе, резултат је нерешен, а политичку кризу разрешава млади Александар Обреновић, који преузима краљевске прерогативе, отпушта Авакумовићеву владу и мандат даје радикалима. Било је то 1. априла 1893. године. Радикална већина у скупштини је организовала политичко суђење Авакумовићу и неким члановима његове владе, али је их је краљ амнестирао пре пресуде.

## Историја
До прве озбиљне кризе у земљи дошло је након смрти намесника Косте Протића 16. јуна 1892. године и то око питања његовог наследника. Устав је предвиђао да у том случају преостала два намесника наставе са радом, док ће се састати Скупштина и изабрати трећег намесника. Председник владе Пашић био је најозбиљнији кандидат за намесника. Белимарковић и Ристић били су против тога, а Ристић и Пашић нису се могли сложити ни око времена и начину избора трећег намесника (намесници су били против уставне процедуре). Пашић је дао оставку, а за новог председника владе постављен је либерал Јован Авакумовић, мада су либерали у скупштини имали само 10 посланика. Малолетни краљ Александар све више времена проводи са либералима (Ристић, Авакумовић) који покушавају да га привуку на своју страну. До сукоба Ристића и краља дошло је око питања аболиције Александрових родитеља коју је краљ захтевао, а Ристић одбијао. Краљ мења свој став према намесницима и либералима. Митрополит Михаило је 3. марта 1893. године поништио акт којим се брак Милана и Наталије прогласио неважећим и дао свој благослов за обнову брачне везе. Наталија је писала сину да неће доћи у Србију као пролазник ни путник и наводи разлоге своје нетрпељивости према намесницима. И то је утицало на краљеву одлуку о државном удару.
Александар је преко ађутаната испитивао расположење војске према либералној влади. Показало се да војска не гаји симпатије према либералној, као ни према претходној радикалској влади. Политичка ситуација била је све тежа. Радикали траже од краља заштиту од либерала, мада се власт и даље не налази у његовим рукама. На изборима за Скупштину либерали и радикали добили су исти број гласова (65). Ристић је одбијао да разговара са краљем о изборним неправилностима. На крају је Милану и либералима остала само једна опција – да Александар превремено преузме власт. Бивши гувернер Лазар Докић уверавао је у Бечу бившег краља Милана да ће државни удар организовати Радикална странка и да ће, стога, Александар имати подршку већине народа.
Дан уочи државног удара прецизан план није постојао. Краљ је послеподне позвао првог ађутанта Илију Ћирића и наредио му да исте вечери затвори намеснике и министре. Мајор је сматрао да је једно вече премало како би се организовао тај чин, те је планирани дан за државни удар померен за сутрадан, за четвртак 13. април 1893. година. Договорено је да краљ позове намеснике и министре у двор, како би се нашли на једном месту. Вечера је заказана за осам сати увече. Ћирић је свој договор са краљем саопштио свим трупама, а на своју страну привукао је и војном снагом двора (177 људи) која је требало да запоседне двор и Министарство унутрашњих послова. Већ у 20:45 часова све је било свршено. Када се застало код печења, ађутант је обавестио краља да је све готово и да су војне снаге преузеле град. Краљ је устао и обавестио манеснике и министре да преузима власт и затражио њихове оставке. Војска је скандирала у предсобљу. Прочитан је и краљев указ о новој влади. Намесници и министри који нису хтели потписати оставке су уз војну пратњу одведени кућама. Државни удар краља Александра није наишао на осуду народа. Незаконита владавина либерала збачена је незаконитим државним ударом. Радикали су обезбедили краљу подршку народа. Радикалски „Одјек“ назива краља „Александром Великим“ и „спасиоцем“ Србије. Велике европске силе примиле су вести без речи протеста. Аустроугарски посланик у Београду рекао је да је преврат извршен „тајно“ и „неочекивано“, али да је завршен „срећно“. Русија је поздравила долазак радикала. У Француској такође није било неповољних коментара. Напротив, штампа је одобравала краљев поступак. Краљ Александар поверио је управу умереним радикалима. На челу нове владе нашао се Лазар Докић.

## Чланови владе
| Функција                                                  | Слика            | Име и презиме         | Детаљи                     |
| --------------------------------------------------------- | ---------------- | --------------------- | -------------------------- |
| Председник министарског савета и министар иностраних дела |                  | Јован Ђ. Авакумовић   |                            |
| Министар унутрашњих дела                                  |                  | Стојан Д. Рибарац     |                            |
| Министар правде                                           |                  | Живојин Величковић    |                            |
| Министар финансија                                        |                  | Димитрије Стојановић  |                            |
| Министар просвете и црквених дела                         |                  | Јован Бошковић        | до 26.12.1892/7.1.1893.    |
| Министар просвете и црквених дела                         |                  | Коста Алковић         | заступник, до 4/16.1.1893. |
| Министар просвете и црквених дела                         | Јован Ђорђевић   |                       |                            |
| Министар војни                                            |                  | Антоније М. Богићевић |                            |
| Министар грађевина                                        |                  | Коста Алковић         | до 8/20.3.1893.            |
| Министар грађевина                                        |                  | Димитрије Стојановић  | заступник                  |
| Министар народне привреде                                 |                  | Светозар Гвоздић      | до 8/20.3. 1893.           |
| Министар народне привреде                                 | Велизар Кундовић |                       |                            |